# Obilne (rejon wołnowaski)
Obilne (ukr. Обільне) – osiedle na Ukrainie, w obwodzie donieckim, w rejonie wołnowaskim, w hromadzie Myrne. W 2001 liczyło 159 mieszkańców, spośród których 23 wskazało jako ojczysty język ukraiński, 133 rosyjski, 2 mołdawski, a 1 grecki.